# 神聞勝命
神聞勝命（かみききかつのみこと）は、古墳時代の豪族・中臣氏の祖。

## 概要
『常陸国風土記』香嶋郡条に登場する人物で、同書によると崇神朝に神が大坂山頂に白妙の大御服を着て顕現し、白鉾の御杖を取って神勅を下したとされる。そこで天皇は八十の伴緒を召集し、神託を下した神について問うと、大中臣神聞勝命が「大八嶋国は汝が知ろすべき国と言向け賜った、香嶋国に坐す天津大御神（鹿島神）の下された教戒です」と答えた。天皇はこの言を聞いて驚き恐み、太刀十口、鉾二枚、鉄弓二張、鉄箭二具、許呂四口、枚鉄一連、練鉄一連、馬一匹、鞍一具、八咫鏡二面、五色の絁一連の幣帛を神宮に奉納したとされる。

## 系譜
父は梨津臣命、母は冨炊屋媛命とされる。